# Саїд Назрул Іслам
Саїд Назрул Іслам (бенг. সৈয়দ নজরুল ইসলাম, 1925 — 3 листопада 1975) — політичний діяч, виконував обов'язки президента Бангладеш за часів війни за незалежність за відсутності Муджибура Рахмана.

## Біографія
Саїд Назрул Іслам народився 1925 року в окрузі Кішоргандж провінції Бенгалія (на той час — у складі Британської Індії). Він здобув вищу освіту в галузі історії та права в Університеті Дакки, і ще студентом почав брати участь в діяльності Мусульманської ліги, брав участь в Русі за створення Пакистану. 1949 року став чиновником Пакистанської цивільної служби, але 1951 пішов у відставку, щоб працювати професором в Анандмоханському коледжі в Міменсінгху, де також займався юридичною практикою.
Його політична кар'єра почалась, коли він вступив до Авамі Ліг та 1952 року взяв участь у русі за державний статус бенгальської мови, за що був заарештований пакистанською поліцією. 1970 року його було обрано до Національної асамблеї Пакистану, де короткий час був заступником лідера парламентської більшості. Після арешту Муджибура Рахмана 25 березня 1971 року Саїд Назрул Іслам разом з іншими партійними лідерами втік до Муджибнагара, де вони проголосили незалежність Бангладеш. Президентом Бангладеш був обраний Муджибур Рахман, але за його відсутності обов'язки глави держави виконував Саїд Назрул Іслам, а прем'єр-міністром став Таджуддін Ахмед. Саїд Назрул Іслам відіграв ключову роль у перемозі бенгальців, координуючи дії мукті-бахіні та зумівши заручитись підтримкою Індії.
Після здобуття Бангладеш незалежності Саїд Назрул Іслам став міністром промисловості, був заступником голови парламенту і членом конституційного комітету. Коли 1975 року Муджибур Рахман, ставши главою держави, заборонив політичні партії, то Саїд Назрул Іслам став віце-президентом та організував партію БАКСАЛ, яка підтримувала Муджибура Рахмана.
Після убивства Рахмана 15 серпня 1975 року Саїд Назрул Іслам пішов у підпілля разом з іншими прибічниками покійного президента, однак, зрештою, був заарештований. Його, Таджуддіна Ахмеда, Камаруззамана й Мансура Алі ув'язнили в Центральній тюрмі Дакки, де 3 листопада їх було вбито.